# The Palace of Auburn Hills
The Palace of Auburn Hills, zwany po prostu The Palace – hala sportowa, otwarta w 1988 roku, ulokowana w Auburn Hills, Detroit, Michigan. Do 2017 roku swoje mecze rozgrywała tu drużyna NBA Detroit Pistons. Hala mogła pomieścić 22 076 kibiców koszykówki. Koszt budowy wyniósł 90 milionów dolarów. 11 lipca 2020 roku została wyburzona.